# Technostarter
Een technostarter is de naam die gegeven wordt aan startende bedrijven met een innovatief technisch product of dienst. Dit kan bijvoorbeeld zijn het op de markt brengen van een technische innovatie ontworpen aan een (technische) universiteit.
Technostarters onderscheiden zich van andere startende bedrijven vanwege de hoge investeringen die nodig zijn om het initiatief van de grond te krijgen en de relatief lange tijd die nodig is om het product winstgevend te kunnen vermarkten.
Technostarters komen via diverse instanties in aanmerking voor subsidies of andere aantrekkelijke financiële voorwaarden. TechnoPartner was een initiatief van het Nederlandse Ministerie van Economische Zaken om technostarters te stimuleren. Technostarters worden door universiteiten ondersteund door middel van incubators waar startende bedrijven huisvesting en begeleiding kunnen krijgen. Dit verhoogt de succesfactor van deze starters en verlaagt de kans op vroegtijdig faillissement.
Enkele illustrerende voorbeelden van succesvolle technostarters zijn:
- Sunshower, een bedrijf dat zonlichtapparaten op de markt heeft gebracht die gebruikt worden tijdens het douchen.
- Tytecker, een efficiënte methode om staalbewapening te binden.
- Walko, een multifunctionele werkbank